# Gordon Jacob
Pour les articles homonymes, voir Jacob (homonymie).
Gordon (Percival Septimus) Jacob (né le 5 juillet 1895 à Londres, mort le 8 juin 1984 à Saffron Walden, Essex), est un compositeur, arrangeur, orchestrateur et chef d'orchestre anglais.

## Biographie
Après sa scolarité au Dulwich College — période durant laquelle il s'essaie déjà à la composition — et la Première Guerre mondiale (enrôlé en 1914, il est prisonnier de guerre en 1917-1918), Gordon Jacob étudie la théorie, la composition, l'orchestration et la direction d'orchestre au Royal College of Music de Londres, entre 1919 et 1923, auprès d'Adrian Boult, Herbert Howells, Hubert Parry, Charles Villiers Stanford et Ralph Vaughan Williams.
Dès 1924 et jusqu'en 1966, il enseigne à son tour dans ce même lieu, où il a notamment comme élèves Avril Coleridge-Taylor, Grace Williams. Imogen Holst, Elizabeth Maconchy, Stanley Bate, Paul Hamburger, et Malcolm Arnold.
Deux ans après s'être retiré de l'enseignement, en 1968, il est fait Commandeur de l'ordre de l'Empire britannique (CBE).
Comme arrangeur ou orchestrateur, on lui doit entre autres une orchestration en 1932 du Carnaval de Robert Schumann (pour un ballet), une orchestration en 1946 de la sonate pour orgue d'Edward Elgar, la musique de ballet Mam'zelle Angot (1947), d'après l'opéra-comique La Fille de madame Angot de Charles Lecocq, ou encore un arrangement pour chœurs et orchestre du God Save the Queen (1953), pour le couronnement d'Élisabeth II.
Parmi ses compositions, s'inspirant de la musique baroque et de celle classique au sens strict (et, dans une moindre mesure, de la musique romantique), figurent des pièces pour instrument solo (orgue, piano...), de la musique de chambre, des concertos (pour alto, pour piano...), deux symphonies numérotées (et cinq autres sans numéros, ainsi que trois sinfoniettas), des œuvres vocales (mélodies pour voix soliste, cantates avec chœurs...), ainsi que de la musique légère.
S'y ajoutent au cinéma, dans les années 1940, des musiques pour quelques documentaires et quatre films britanniques, dont For Those in Peril de Charles Crichton (1944, avec David Farrar et Ralph Michael).
De plus, Gordon Jacob est l'auteur de quatre livres liés à la pratique musicale (voir la rubrique « Bibliographie » ci-après).
Notons encore qu'un documentaire réalisé par Ken Russell et sorti en 1959 lui est consacré, sous le titre Gordon Jacob.

## Composititions

### Pièces pour instrument solo
- 1918 : Entre Nous, Four Little Sketches et Invictus (sonate), pour piano
- 1927 : Three Pieces, pour piano
- 1929 : Three Pieces (n°2), pour piano
- 1930 : Five Bird Pieces et Ten Little Pieces for Ten Little Fingers, pour piano
- 1936 : Four Little Pieces, pour piano
- 1950 : Saraband, pour orgue
- 1954 : Divertimento, pour violoncelle ; Sonatine pour violon
- 1956 : Sonate pour piano
- 1958 : Festal Flourish, pour orgue ; The Frogs, pour clavecin (ou piano) ; Prelude, Meditation and Fanfare, pour orgue
- 1959 : Suite for the Virginal, pour clavecin (ou piano)
- 1969 : Seven Bagatelles, pour hautbois
- 1970 : Partita, pour basson
- 1972 : Five Pieces, pour clarinette ; Gavotte, pour violoncelle ; Hornpipe, pour violon
- 1975 : Fantasy Sonata, pour orgue ; Sonatine pour clavecin (ou piano) ; Variations, pour alto
- 1977 : Alla Marcia, pour orgue
- 1980 : Variations on the Bell Theme, pour orgue ; Sérénade pour violoncelle
- 1981 : Fantasy, pour violon

### Musique de chambre
- 1917 : Trio avec piano
- 1921 : Bolshevik Dance et A Fancy, pour flûte, clarinette et piano ; Sarabande, pour quatuor à cordes ; Three Pieces, pour flûte, trompette, percussion et piano
- 1928 : Quatuor à cordes n° 1 en do
- 1929 : Bedtime Song, pour violon et piano
- 1930 : Quatuor à cordes n° 2 en ré mineur ; Three Pieces, pour alto et piano
- 1931 : Quintette à vent n° 1 Serenade
- 1933 : Three Inventions, pour flûte et hautbois
- 1938 : Quatuor pour hautbois et cordes
- 1940 : Quintette pour clarinette et cordes
- 1941 : Four Old Tunes, pour trio à cordes
- 1946 : Six Shakespearian Sketches, pour trio à cordes ; Sonatine pour alto (ou clarinette) et piano ; Two Miniatures, pour flûte, hautbois et clarinette
- 1947 : Sonate n° 2 pour violon et piano
- 1948 : Prelude, Passacaglia and Fugue, pour violon et alto
- 1949 : Sonate n° 1 pour alto (ou clarinette) et piano
- 1950 : Serenade, pour huit instruments à vent
- 1953 : Two Pieces, pour deux hautbois et cor anglais
- 1955 : Divertimento, pour harmonica et quatuor à cordes
- 1956 : Miniature Suite, pour clarinette et alto ; Trio avec piano (n° 2) ; Sextuor pour piano et vents en si bémol
- 1957 : Air and Dance, pour alto et piano ; Sonate pour violoncelle et piano ; Elegy, pour violoncelle et piano ; Diversions, pour dix instruments à cordes et à vent ; Suite pour quatre flûtes
- 1958 : Suite pour quintette à vent ; Trio pour flûte, hautbois et clavecin (ou piano)
- 1959 : Suite pour flûte à bec et quatuor à cordes
- 1960 : Quatuor pour flûte et cordes
- 1961 : Four Bagatelles, pour deux violons
- 1962 : Sonatine pour hautbois et clavecin
- 1963 : Variations, pour flûte à bec et clavecin (ou piano)
- 1965 : Six Miniatures, pour flûte, hautbois, clavecin et harpe ; Three Little Pieces, pour hautbois et basson
- 1966 : Sonate pour hautbois et piano ; Sonate pour flûte à bec et piano ; Variations on a Theme of Schubert, pour deux pianos
- 1968 : Divertimento, pour octuor à vent ; Suite pour basson et quatuor à cordes ; Suite pour quatre trombones
- 1969 : Quatuor pour piano et cordes ; Trio pour clarinette, alto et piano
- 1970 : Family Fancy, pour violon, alto, cor et piano ; Posy for Phyllis and Cyril, pour deux pianos à trois mains ; Ten Little Studies, pour hautbois et piano
- 1972 : Berceuse, Homage to Elgar, Musing by Firelight et Robot's March, pour violoncelle et piano ; Elegy et Idyll, pour violon et piano ; On a Summer Evening, pour flûte et piano ; Rigadoon, pour alto et piano ; Trotting Tune, pour alto et piano ; Variations on a Dorian Theme, pour saxophone alto et piano
- 1973 : Quatuor de saxophones n° 1 ; Sonatine pour deux altos ; Swansea Town, variations pour quintette à vent
- 1974 : Quatuor de clarinettes
- 1975 : Duo, pour clarinette et basson
- 1976 : Bedtime Story, pour violon et piano ; Four Fancies, pour flûte, violon, alto et violoncelle ; Four Sketches, pour basson et piano ; Interludes, pour hautbois et piano ; Three Short Pieces, pour quatuor de clarinettes
- 1977 : Sonate pour harmonica et piano ; A Simple Serenade, pour quatuor à vent ; When Autumn Comes, pour alto et piano
- 1978 : Across the Border, Il Penseroso et Walking Tune, pour basson et piano ; By the River, pour flûte et piano ; Siciliano, pour clarinette et piano
- 1978 : Sonate n° 2 pour alto et piano ; Six Little Tuba Pieces, pour tuba et piano ; Valse Ingenue, pour clarinette et piano
- 1979 : Bagatelles, quatre pièces pour tuba et piano ; Danse à la Russe et Oration, pour trombone et piano ; Quatuor de saxophones n° 2 ; Sonate pour trombone et piano
- 1980 : Fantasy Quartet, pour deux hautbois, violoncelle (ou basson) et clavecin (ou piano) ; Four Pieces, pour quatuor de tubas ; Introduction and Allegro alla Tarentella, pour flûte, hautbois et piano ; Quintette à vent n° 2
- 1981 : Octuor de violoncelles ; Duo de saxophones ; Octuor de trombones
- 1982 : Riverside Characters, quatre pièces pour flûte, hautbois, clarinette et basson
- 1983 : Changing Moods, pour quintette à vent ; Five Bagatelles, pour deux trompettes, cor et trombone ; Trifles, suite pour flûte à bec, violon, violoncelle et clavecin ; Wind in the Reeds, pour ensemble de clarinettes
- 1984 : All Afoot, suite pour ensemble à vent ; Sonatine pour flûte à bec et clavecin (ou piano)

### Œuvres pour orchestre
Concertos
- 1925 : Concerto n° 1 pour alto et orchestre
- 1927 : Concerto n° 1 pour piano et orchestre à cordes
- 1935 : Concerto n° 1 pour hautbois et orchestre à cordes
- 1936 : Fiddle Concerto, pour violon et orchestre
- 1947 : Concerto pour basson, orchestre à cordes et percussions
- 1951 : Concerto pour cor et orchestre à cordes ; Concerto n° 1 pour flûte et orchestre à cordes
- 1953 : Concerto pour violon et orchestre à cordes
- 1954 : Concertino pour piano et orchestre à cordes
- 1955 : Concerto pour violoncelle et orchestre à cordes ; Concerto pour trombone et orchestre
- 1956 : Concerto n° 2 pour hautbois et orchestre
- 1957 : Concerto n° 2 pour piano et orchestre
- 1962 : Concertino pour violon, violoncelle et orchestre à cordes
- 1969 : Concerto pour trois mains (à un ou deux pianos) et orchestre
- 1972 : Concerto pour accordéon chromatique, orchestre à cordes et percussion ; Concerto pour contrebasse, orchestre à cordes et percussion
- 1975 : Concertino pour accordéon et orchestre à cordes ; Double concerto pour clarinette, trompette et orchestre d'harmonie (ou orchestre à cordes)
- 1977 : Concertino pour trombone et orchestre d'harmonie
- 1979 : Concerto n° 2 pour alto et orchestre à cordes
- 1980 : Concertino (Mini-Concerto) pour clarinette et orchestre à cordes
- 1981 : Concerto n° 2 pour flûte et orchestre à cordes
- 1984 : Concerto pour timbales et orchestre d'harmonie

Symphonies
- 1929 : Symphonie n° 1
- 1943 : Sinfonietta n° 1
- 1944 : Symphony for Strings (pour orchestre à cordes)
- 1945 : Symphonie n° 2 en ut majeur
- 1950 : Sinfonietta n° 2 The Cearne, pour orchestre à cordes
- 1954 : Sinfonietta n° 3
- 1957 : A Little Symphony
- 1970 : York Symphony, pour orchestre d'harmonie
- 1974 : Sinfonia Brevis
- 1978 : Symphony AD 78 (Symphony for Band), pour orchestre d'harmonie

Autres œuvres pour orchestre
- 1911 (ou 1912) : Two Night Pieces (opus 3)
- 1912 : Red Riding Hood, ouverture
- 1913 : Introduction and Valse Gracieuse
- 1914 : Prelude
- 1918 : The Song of an Exile, ouverture de concert
- 1921 : Three Moods
- 1922 : Giles Farnaby Suite ; William Byrd Suite, pour orchestre d'harmonie
- 1928 : Clogher Head, ouverture ; Denbight Suite, pour orchestre à cordes ; An Original Suite, pour orchestre d'harmonie
- 1934 : The Piper at the Gates of Dawn, poème symphonique ; Suite from Uncle Remus, musique de ballet
- 1936 : Apparitions, suite de ballet ; Variations on an Original Theme
- 1938 : Divertimento, pour petit orchestre
- 1939 : Suite n° 1 en fa, pour petit orchestre ; Two Sketches, pour orchestre à cordes
- 1941 : A Festival Overture ; Russian Interlude
- 1942 : Chaconne on a Theme of Vaughan Williams
- 1948 : Rhapsodie pour cor anglais (ou saxophone) et orchestre à cordes ; Saint Joan, musique de scène pour la pièce éponyme de George Bernard Shaw
- 1949 : Symphonic Suite n° 2 ; Suite n° 3
- 1951 : All People That On Earth Do Dwell ; Introduction and Allegro
- 1952 : Fantasia on Song of the British Isles
- 1953 : All's Well That Ends Well, musique de scène
- 1954 : Flag of Stars, ouverture de concert pour orchestre d'harmonie ; Serenade for a Donkey
- 1955 : Diabelleries, variations pour petit orchestre ; Prelude and Toccata
- 1957 : Five Pieces, pour harmonica et orchestre à cordes
- 1958 : Fun Fare, ouverture ; L'Aubade, suite pour trois flûtes et orchestre à cordes ; New Forest Suite
- 1960 : The Barber of Seville Goes to the Devil, ouverture de comédie ; Northumbrian Overture ; Passacaglia Stereophonica
- 1961 : Fantasia on Scottish Tunes
- 1962 : Essex Suite, pour orchestre à cordes
- 1964 : Ouverture pour orchestre à cordes
- 1966 : Humpty Dumpty and His False Relations, variations pour trois orgues, orchestre à cordes et percussion
- 1969 : Redbridge Variations
- 1971 : A Swedish Rhapsody, pour orchestre d'harmonie
- 1972 : Suite pour tuba et orchestre à cordes
- 1975 : Ally Party, ouverture pour orchestre d'harmonie
- 1976 : Miscellanies, pour saxophone alto et orchestre à vent
- 1977 : Morceau de concert pour alto et orchestre ; Pro Corda Suite, pour quatuor à cordes et orchestre à cordes
- 1978 : Cameos, pour trombone basse et orchestre d'harmonie
- 1980 : Recreations
- 1982 : Ballad for Band et Celebration Overture, pour orchestre d'harmonie ; Hertford Suite ; Variations on a Pastoral Theme, pour flûte et orchestre
- 1984 : Mini Concerto

### Musique vocale
Œuvres pour voix soliste
- 1911 : Ave Maria (opus 2), pour soprano et orchestre
- 1912 : Serenade (opus 4), pour ténor (ou baryton léger) et orchestre
- 1917 : Ireland Ireland, pour soprano (ou ténor) et piano
- 1918 : Bondage Divine, The Cloths of Heaven, For You, O Democracy, Heliodora, Mother o' Mine, Red Hanrahan's Song about Ireland, Riouperoux, Song in the Night, Spring, Tenebris Interlucentem et To an Isle in the Water, pour voix et piano
- 1921 : The Horses et Marian, pour voix de femme et piano ; Songs of Innocence, pour soprano et trio à cordes (ou piano)
- 1922 : Alas, Alack!, The Blossom, Someone et Spring, pour soprano et piano ; Helen of Kirkconnell, pour ténor (ou baryton) et orchestre (ou piano)
- 1932 : Three Songs, pour soprano et clarinette
- 1958 : Adlestop, pour voix haute et piano
- 1970 : Songs of Day and Night, pour soprano, clarinette, alto et piano
- 1978 : Hearken Unto Me, pour soprano, alto et orgue
- 1983 : Four Seasonal Songs, pour soprano, clarinette et piano

Œuvres avec chœurs
- 1921 : God's Mother, pour chœurs a cappella
- 1932 : The Birthday, cantate pour chœur d'enfants a cappella
- 1934 : Donald Caird, pour chœurs et orchestre
- 1936 : Choral Waltz, pour chœur de femmes (à bouche fermée) et orchestre
- 1947 : Just So Songs, douze chants pour chœurs et orchestre
- 1950 : A Goodly Heritage, cantate pour chœur de femmes, orchestre à cordes et piano
- 1951 : Psalm 23, pour chœurs et orgue
- 1952 : A Babe So Sweet, chant de Noël pour chœurs a cappella
- 1954 : The Nuns' Priest's Tale, cantate pour chœurs et orchestre
- 1957 : Sea Song Suite, pour baryton, chœurs, orchestre et orgue ; Highways, cantate de voyage pour baryton, chœurs et orchestre (ou piano)
- 1960 : The New-Born King, cantate de Noël pour baryton, chœurs et orchestre (ou piano)
- 1962 : The Harrowing of Hell, musique de scène pour chœurs, orgue et percussion ; News from Newton, cantate pour baryton, chœurs et orchestre
- 1963 : Cheerful Birds, cantate pour chœur de femmes (ou chœur d'enfants) et piano
- 1964 : The Diverting History of John Gilpin, pour chœurs et orchestre
- 1965 : Te Deum Laudamus, pour chœur mixte, chœur d'enfants et orchestre
- 1967 : Animal Magic, cantate pour chœur d'enfants et piano (ou ensemble de percussions et deux pianos)
- 1973 : Ruralia, cinq chants pour chœur de femmes a cappella ; Psalm 103, pour chœurs et ensemble à vent
- 1979 : Carmina Bellociana, pour chœur mixte, chœur d'enfants, quintette à vents et percussion

### Musiques de films
- 1943 : Close Quarters de Jack Lee (documentaire)
- 1944 : For Those in Peril de Charles Crichton
- 1945 : La Grande Aventure (Journey Together) de John Boulting
- 1946 : The Way We Live de Jill Craigie
- 1948 : Esther Waters de Ian Dalrymple et Peter Proud